# مات كوكي
مات كوكي (بالإنجليزية: Matt Cooke)‏ هو دراج أمريكي، ولد في 8 مايو 1979 في بولدر في الولايات المتحدة.

## وصلات خارجية
- مات كوكي على موقع أرشيف الدراجات (الإنجليزية)
- مات كوكي على موقع إحصائيات الدراجات الإحترافية (الإنجليزية)